# Rio dos Portões
O rio dos Portões é um rio brasileiro do estado de Santa Catarina.